# Naicó
Naicó es una localidad del departamento Toay, provincia de La Pampa, Argentina. Se encuentra a 45 km de la capital provincial. Es parte del municipio de Ataliva Roca.

## Historia
Desde fines del siglo XIX llegó a tener 600 habitantes, una comisaría, un juzgado, un hotel y una comisión de fomento. Cuando cesó el servicio del ferrocarril, se inició un éxodo masivo, hasta llegar hoy en día a tener una población estable de tan sólo 3 habitantes; y siendo así la localidad con menos habitantes de la provincia de La Pampa, revelada durante el censo de 2010.

## Población
Cuenta con 3 habitantes (Indec, 2010), lo que representa un continuo descenso del 62% frente a los 8 habitantes (Indec, 2001) del censo anterior.
| Gráfica de evolución demográfica de Naicó entre 1991 y 2010 |
|                                                             |
| Fuente: Censos nacionales del INDEC                         |

## Toponimia
Proviene del mapudungun y significa águilas blancas o manantial que baja.